# Monastiráki (Réthymnon)
Monastiráki, en grec moderne : Μοναστηράκι, est un village du dème d'Amári, dans le district régional de Réthymnon de la Crète, en Grèce. Selon le recensement de 2011, la population de Monastiráki compte 174 habitants.
Le village est situé à une distance de 37 km de Réthymnon et à une altitude de 380 mètres.

## Recensements de la population
| Recensements | 1900 | 1920 | 1928 | 1940 | 1951 | 1961 | 1971 | 1981 | 1991 | 2001 | 2011 |
| ------------ | ---- | ---- | ---- | ---- | ---- | ---- | ---- | ---- | ---- | ---- | ---- |
| Population   | 337  | 292  | 306  | 299  | 282  | 235  | 170  | 157  | 180  | 209  | 174  |

## Source de la traduction
- (el) Cet article est partiellement ou en totalité issu de l’article de Wikipédia en grec moderne intitulé « Μοναστηράκι Ρεθύμνου » (voir la liste des auteurs).